# سفارة فرنسا في واشنطن العاصمة
سفارة فرنسا في الولايات المتحدة هي التمثيلية الرسمية وسفارة فرنسا في الولايات المتحدة.

## قنصليات
إضافة إلى السفارة التي مقرها واشنطن، لدى فرنساعشر قنصليات عامة هي كالتالي:
- القنصلية العامة لفرنسا في ميامي.
- القنصلية العامة لفرنسا في هيوستن.[2]
- القنصلية العامة لفرنسا في بوسطن.[3]
- القنصلية العامة لفرنسا في لوس أنجلوس.
- القنصلية العامة لفرنسا في شيكاغو.[4]
- القنصلية العامة لفرنسا في سان فرانسيسكو.
- القنصلية العامة لفرنسا في نيويورك.
- القنصلية العامة لفرنسا في واشنطن.
- القنصلية العامة لفرنسا في نيو أورلينز.
- القنصلية العامة لفرنسا في أتلانتا .[5]

## مقالات ذات صلة
- سفارة ألمانيا في واشنطن العاصمة
- سفارة هولندا في واشنطن العاصمة
- سفارة إيطاليا في واشنطن العاصمة